# Антикира (Фокида)
Фокидска Антикира (на старогръцки: Ἀντίκιρρα) е древен град на северния бряг на Коринтския залив, в областта Фокида, близо до днешна Аспра Спития. Известен още от Омирово време. След издигането на Македонското царство градът придобива голямо стратегическо значение заради сигурното пристанище и удобните сухопътни комуникации. Разрушен е от Филип II в края на Третата свещена война (346 г. пр. Хр.), но скоро след това е възстановен. По време на римско-македонските войни Антикира остава приоритетна цел на враждуващите. През 210 г. пр. Хр. е превзет и опустошен от римляните и за кратко време е под властта на етолийците. През 198 г. пр. Хр. е завладян от римския консул Тит Квинкций Фламинин по време на борбите му с Филип V. Според свидетелства от I в. пр. Хр. и II в. сл. Хр. във времето на Римската империя Антикира процъфтява като място за отдих и лечение.